# مجلس الجهاد المتحد
مجلس الجهاد المتحد هو منظمة مسلحة مؤيدة للجيش الباكستاني، تسعى لانفصال جامو وكشمير عن الهند وانضمامها لباكستان. تشكلت في صيف عام 1994، ويرأسها حاليًا سيد صلاح الدين زعيم حزب المجاهدين. تم إنشاء المنظمة لتوحيد وتركيز جهود مختلف الجماعات المسلحة التي تقاتل ضد الحكومة الهندية في كشمير، وتقوم بتنسيق وتجميع موارد مختلف الجماعات المسلحة لجمع المعلومات وتخطيط العمليات وضرب أهداف ذات أهمية عسكرية داخل كشمير الخاضعة للإدارة الهندية.
تشكل المجلس من 13 جماعة، وهم: حركة المجاهدين، وحزب المجاهدين، وجماعة المجاهدين، وحركة الجهاد الإسلامي، وتنظيم البرق، وتنظيم البدر، والإخوان المجاهدين، وتحريك المجاهدين. وبحلول أوائل عام 1999 وصلت الجماعات التي تنطوي تحت لواء المجلس إلى 15 جماعة، كما انضم إلى المجلس جماعة لشكر طيبة.
في يونيو 2012 في مقابلة مع رئيس حزب المجاهدين سيد صلاح الدين، ذكر أن باكستان كانت تدعم حزب المجاهدين للقتال في كشمير.
في 3 يناير 2016 أعلنت الجماعة مسؤوليتها عن الهجوم الذي نفذ على قاعدة باثانكوت الجوية التي تديرها القوات الجوية الهندية.